# (202704) Utena
(202704) Utena est un astéroïde de la ceinture principale.

## Description
(202704) Utena est un astéroïde de la ceinture principale. Il fut découvert le 14 avril 2007 à Moletai par Kazimieras Černis et Justas Zdanavičius. Il présente une orbite caractérisée par un demi-grand axe de 2,21 UA, une excentricité de 0,07 et une inclinaison de 6,2° par rapport à l'écliptique.

## Compléments